# 感染症
感染症（かんせんしょう、英語: infectious disease、スペイン語:  infección）とは、感染する病気の総称であり、寄生虫・細菌・真菌・ウイルス・異常プリオンなどの病原体の感染により宿主に生じる病気の総称。感染症体内に微生物が侵入し、増殖することでおこる。
感染症のうち、伝染性（ヒトや動物から他のヒトや動物へと次々に病気がうつる）をもつものを伝染病と言い、集団発生して流行する伝染病を疫病と言う。瘟疫（うんえき、おんえき）、疫癘（えきれい）とも言う（瘟、疫、癘ともに「はやりやまい」の意）。
感染症の歴史は生物の発生と共にあり、先史時代（有史以前）から近代までヒトの病気の大部分を占めてきた。医学史は感染症の歴史に始まったと言っても過言ではない。人類の歴史を通して根本的な治療法が全く無かった時代が圧倒的に長く、伝染病は大きな災害と捉えられてきた。古今東西の歴史書には頻繁に疫病の記述が登場する。ペストの大流行はヨーロッパの人口の数分の1ほどを死に至らしめ、人類の文明のありかたを変えたとも言われているし、20世紀初期に全世界で大流行したスペイン風邪もおそらく1億人以上の人が死亡したと推計されており世界情勢に影響を与えた。

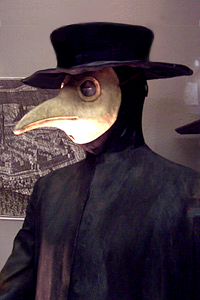
当時のペスト医師のマスク（17世紀）

1929年にようやく初の西洋医学的な抗生物質であるペニシリンが発明されたが、そうした抗生物質類で治療できるのは感染症のごくごく一部にすぎない。
現代では、開発途上国では特に三大感染症と呼ばれるマラリア・結核・AIDSや、腸管感染症は大きな問題であり、感染症学のみならず保健学・開発学など集学的な対策が喫緊の課題である。2013年においても、世界では感染症により920万人が死亡しており、全死亡の約17％を占める。一方先進国においては新興感染症・再興感染症に加えて、多剤耐性菌の蔓延やバイオテロの脅威が公衆衛生上の大きな課題として注目を集める一方、高度医療の発達に伴って手術後の患者や免疫抑制状態の患者における日和見感染が増加するなど、日常的にもまだまだ解決に向かっているとは言えなかった。さらに2019年（～2021年）新型コロナウイルス感染症の世界的流行 (2019年-)が起き、先進国でも発展途上国でも、非常に多数の人々が感染し死亡しつづけている（2021年5月29日時点で世界累計感染者数1.72億人、死亡者数370万人超と推計されている。）。
感染症を対象とする医学領域は感染症学である。
感染症には有効な治療薬が無いものも多いが、現在のところ感染症の治療に使われる薬には、抗生物質、抗ウイルス薬、抗真菌薬、抗原虫薬、駆虫薬などがある。ワクチンで予防が行える感染症も一部にあるが、ワクチンの開発に成功していないものも多い。

## 分類

### 感染場所による分類
脳など中枢神経
髄膜炎、脳炎など
顔
鼻炎、副鼻腔炎、咽頭炎、喉頭炎、眼窩蜂窩織炎など
首
喉頭蓋炎、咽頭後壁膿瘍、亜急性甲状腺炎、レミエール症候群など
肺・気管支
肺炎、気管支炎、結核など
心臓・血管
感染性心内膜炎、心外膜炎、心筋炎、感染性大動脈炎、敗血症など
腹部・消化器
胆嚢炎、胆管炎、肝炎、肝膿瘍、膵炎、脾膿瘍、胃炎・胃潰瘍、腸炎、虫垂炎、腸腰筋膿瘍、クラミジア肝周囲炎など
泌尿器
腎盂腎炎、膀胱炎、前立腺炎、膣炎、骨盤内感染症など
皮膚
蜂窩織炎、脂肪織炎、ガス壊疽、癤（せつ）、癰（よう）、伝染性膿痂疹（とびひ）、ブドウ球菌性熱傷様皮膚症候群、帯状疱疹、水痘、麻疹、風疹、皮膚白癬、疥癬など
関節、筋肉、骨
感染性関節炎、骨髄炎、筋膜炎、筋炎、脊椎カリエスなど
リンパ節
リンパ節炎
口腔
歯周炎、齲蝕、根尖性歯周炎、インプラント周囲炎など

### 病原体の種類による分類
真正細菌感染症
レンサ球菌（A群β溶連菌、肺炎球菌など）、黄色ブドウ球菌（メチシリン感受性黄色ブドウ球菌（MSSA）、メチシリン耐性黄色ブドウ球菌（MRSA））、表皮ブドウ球菌、腸球菌、リステリア、髄膜炎菌、淋菌、病原性大腸菌（O157:H7など）、クレブシエラ（肺炎桿菌）、プロテウス菌、百日咳菌、緑膿菌、セラチア菌、シトロバクター、アシネトバクター、エンテロバクター、マイコプラズマ、クロストリジウムなどによる各種感染症
結核・非結核性抗酸菌、コレラ、ペスト、ジフテリア、赤痢、猩紅熱、炭疽、梅毒、破傷風、ハンセン病、レジオネラ肺炎（在郷軍人病）、レプトスピラ症、サルモネラ菌、腸チフス、パラチフス、ライム病、野兎病、Q熱など
- リケッチア感染症

発疹チフス、ツツガムシ病、日本紅斑熱など
- クラミジア感染症

クラミジア肺炎、トラコーマ、性器クラミジア感染症、オウム病など
真菌感染症
アスペルギルス症、カンジダ症、クリプトコッカス症、白癬菌症、ヒストプラズマ症、ニューモシスチス肺炎（旧名:カリニ肺炎）など
寄生性原虫感染症
アメーバ赤痢、マラリア、トキソプラズマ症、リーシュマニア症、クリプトスポリジウムなど
寄生性蠕虫感染症
エキノコックス症、日本住血吸虫症、フィラリア症、回虫症、広節裂頭条虫症など
ウイルス感染症
インフルエンザ、ウイルス性肺炎、ウイルス性肝炎、ウイルス性髄膜炎、ウイルス性胃腸炎、ウイルス性結膜炎、後天性免疫不全症候群 (AIDS)、成人T細胞白血病、エボラ出血熱、黄熱、風邪症候群、狂犬病、サイトメガロウイルス感染症、重症急性呼吸器症候群 (SARS) 、中東呼吸器症候群 (MERS) 、新型コロナウイルス感染症 (COVID-19) 、新型ブニヤウイルス、重症熱性血小板減少症候群、進行性多巣性白質脳症、水痘・帯状疱疹、単純疱疹、手足口病、デング熱、ジカ熱、日本脳炎、伝染性紅斑、伝染性単核球症、天然痘、風疹、急性灰白髄炎（ポリオ）、麻疹、咽頭結膜熱（プール熱）、マールブルグ出血熱、腎症候性出血熱、ラッサ熱、流行性耳下腺炎、ウエストナイル熱、ヘルパンギーナ、チクングニア熱など
プリオン病 / 伝達性海綿状脳症
牛海綿状脳症 (BSE)、クールー病、クロイツフェルト・ヤコブ病、致死性家族性不眠症 (FFI)、ゲルストマン・ストロイスラー・シャインカー症候群 (GSS) など
感染症の病原体の電子顕微鏡写真の例
- レンサ球菌
- ヘリコバクター・ピロリ
- クラミジア・トラコマキス
- 梅毒のスピロヘータ
- エキノコックス
- マラリア原虫の電子顕微鏡写真
- ヒト免疫不全ウイルス
- インフルエンザウイルス
- SARSコロナウイルス2

### 病態からの分類
一次感染と二次感染
最初の病原体による感染を一次感染、続いて別の病原体による感染を二次感染という。また、同一宿主に2種類以上の病原菌によって感染が起こることを混合感染という。二次感染の一例として、一次感染を抗生物質で排除してもその抗生物質抵抗性の常在菌が異常増殖を起こす菌交代現象がある。
局所感染と全身感染
病原体が侵入・定着部位に限局して病変を起こす場合を局所感染という。この病原体が血行性など全身に広がって症状が出た場合を全身感染という。
持続感染と不顕性感染と潜伏感染
- 持続感染:病原体が生体から完全に排除されずに症状が治まっている状態。そういった状態の人を保菌者という。
- 不顕性感染:病原体に感染しても発症しない場合をいう。
- 潜伏感染：病原体に感染してもすぐ症状が出るわけではない。感染しても発症していない状態をいう。その期間を潜伏期間という。

### 公衆衛生学的な分類
| 順位 | 疾病                            | DALYs （万） | DALYs （%） | DALYs （10万人当たり） |
| ---- | ------------------------------- | ------------ | ----------- | ---------------------- |
| 1    | 2019年コロナウイルス感染症      | 24,306.3     | 8.1         | 3,061.5                |
| 2    | 虚血性心疾患                    | 19,389.3     | 6.4         | 2,442.2                |
| 3    | 脳卒中                          | 16,020.2     | 5.3         | 2,017.8                |
| 4    | 下気道感染症                    | 10,564.2     | 3.5         | 1,330.6                |
| 5    | 早産による合併症                | 10,048.0     | 3.3         | 1,265.6                |
| 6    | 背中と首の痛み                  | 9,088.2      | 3.0         | 1,144.7                |
| 7    | 糖尿病                          | 8,053.4      | 2.7         | 1,014.4                |
| 8    | COPD                            | 7,806.8      | 2.6         | 983.3                  |
| 9    | 下痢性疾患                      | 6,974.3      | 2.3         | 878.4                  |
| 10   | 交通事故                        | 6,785.3      | 2.3         | 854.6                  |
| 11   | 結核                            | 6,063.6      | 2.0         | 763.7                  |
| 12   | 出生合併症 (新生児仮死又は外傷) | 5,925.9      | 2.0         | 746.4                  |
| 13   | うつ病性障害                    | 5,665.6      | 1.9         | 713.6                  |
| 14   | 先天異常                        | 5,272.2      | 1.7         | 664.1                  |
| 15   | マラリア                        | 5,205.9      | 1.7         | 655.7                  |
| 16   | 肝硬変                          | 4,593.6      | 1.5         | 578.6                  |
| 17   | 気管、気管支、肺がん            | 4,564.8      | 1.5         | 575.0                  |
| 18   | その他の難聴                    | 4,419.3      | 1.5         | 556.6                  |
| 19   | 墜死                            | 4,385.5      | 1.5         | 552.4                  |
| 20   | 腎臓病                          | 4,372.1      | 1.5         | 550.7                  |

新興感染症
輸入感染症のうち、継続的に国内での発症が見られるようになったもの。
例：後天性免疫不全症候群、COVID-19
再興感染症
社会情勢の変化により、近年まで抑えられていた発症数が再び増加傾向を示すもの。
例：結核、梅毒、風疹、麻疹
人獣共通感染症
ヒトとヒト以外の動物の両方に感染を生じ、予防対策に両者への介入を要するもの。
例：狂犬病、エキノコックス
伝染病
病気を起こした個体(ヒトや動物など)から病原体が別の個体へと到達し、連鎖的に感染者数が拡大するもの。
輸入感染症
旅行者や輸入食品を介して病原体が海外から持ち込まれ、国内では稀な感染症を生じるもの。
例：重症急性呼吸器症候群、デング熱、黄熱病
検疫伝染病
輸入感染症のうち一度国内に進入すると流行する危険のあるものは、検疫法によって検疫伝染病の指定がされている。
例：コレラ、ペスト

### 日本における法的な分類
感染症法による。
一類感染症
感染力・重篤度・危険性が極めて高く、早急な届出が必要になる
- エボラ出血熱、クリミア・コンゴ出血熱、天然痘（痘瘡）、南米出血熱、ペスト、ラッサ熱、マールブルグ熱

二類感染症
感染力・重篤度・危険性が高く、早急な届出が必要になる
- 急性灰白髄炎、結核、ジフテリア、重症急性呼吸器症候群（SARS、コロナウイルスに限る）、中東呼吸器症候群（MERS）、鳥インフルエンザ（H5N1、H7N9に限る）

三類感染症
感染力・重篤度・危険性は高くは無いものの、集団発生を起こす可能性が高い為、早急な届出が必要になる
- コレラ、細菌性赤痢、腸管出血性大腸菌感染症（O-157など）、腸チフス、パラチフス

四類感染症
人同士の感染は無いが、動物・飲食物等を介して人に感染する為、早急な届出が必要になる
- E型肝炎、ウエストナイル熱、A型肝炎、エキノコックス症、黄熱、オウム病、鳥インフルエンザ（H5N1、H7N9は二類）等41種

五類感染症
国家が感染症発生動向の調査を行い、国民・医療関係者・医療機関に必要な情報を提供・公開し、発生及び蔓延や伝染を防止する必要がある感染症
- インフルエンザ（鳥及び新型インフルエンザ等感染症を除く）、ウイルス性肝炎（A型及びE型を除く）、後天性免疫不全症候群（HIV・エイズ）、風疹、麻疹、破傷風、COVID-19等42種

新型インフルエンザ等感染症
新たに人から人に伝染する様になったウイルスを病原体にする感染症
- 新型インフルエンザ、新型コロナウイルス（COVID-19を除く）

指定感染症
既知の感染症の中で、上記の一から三類に分類されない感染症で、一から三類に準じる対人、対物措置が必要な感染症
一年以内の政令で定める期間に限り、感染症法の規定を準用する
当該期間の経過後、1回に限り、一年以内の政令で定める期間に限り延長することができる
新感染症
感染した人から他の人に伝染すると認められる疾病で、既知の感染症・症状等が明らかにそれまでの物とは異なり、その感染力と罹患した時の重篤性から判ずるに、極めて危険性が高い感染症

## 診断
感染症は痛み・発熱などを契機に気付かれることが多いが、これらの症状はまた腫瘍やアレルギーなど感染以外によっても惹き起こされるため、診断学を踏まえた問診や身体診察により適切に鑑別を絞り込むことによって、必要十分な検査による診断が可能となる。
身体診察による診断の例として、蜂巣炎での皮膚発赤のように視診で気付かれるもの、気管支炎での呼吸器雑音など聴診で気付かれるもの、虫垂炎でのMcBurney圧痛点や腸腰菌膿瘍におけるPsoas signやObturator signなど触診で気付かれるものがある。
- 微生物学的検査の例： グラム染色、抗酸菌染色、直接鏡検、培養、ポリメラーゼ連鎖反応(PCR)
- 化学反応を用いた検査の例： ピロリ菌のウレアーゼ活性試験、大腸菌の尿中亜硝酸検出
- 免疫学的検査の例：
  - 抗体価...EBウイルス、麻疹、風疹、インフルエンザなどで測定される。
  - 抗原検査...肺炎球菌、レジオネラの尿中抗原など。
  - 白血球の反応性...結核菌感染でのクオンティフェロンTB-2Gなど。
- 画像診断の例：
  - エコー...肝膿瘍や感染性心内膜炎、亜急性甲状腺炎、血栓性静脈炎などで有用
  - CT...脊椎カリエスや骨髄炎、頭蓋内膿瘍などで有用
  - MRI...頭蓋内静脈洞感染、レミエール症候群、腸腰筋膿瘍などで有用
  - レントゲン写真...肺炎、急性喉頭蓋炎、咽頭後壁膿瘍などで有用
  - 内視鏡...食道カンジダ、赤痢アメーバなど

## 治療
感染症の多くは安静・休養・栄養・水分補給による免疫力の回復、あるいは体位ドレナージによる排痰促進や利尿などの補助療法を通じて自然に治癒するが、先進諸国においては治癒を早めたり、徹底したり、後遺症を予防したりする目的でしばしば抗生物質／抗菌薬による化学療法 (細菌)や、抗ウイルス治療が併用される。また、局所感染においては切開排膿やドレナージといった外科的治療が併用される。敗血症・ショック・全身性炎症反応症候群（SIRS）などを合併する重症感染症においては、ときに抗体製剤や血漿交換を併用する。

## 予防
- 宿主の免疫力を保つためには、日常から適切な休養・睡眠と栄養を要する。しかし、貧困などは、時にこれらを困難にする。
- 特定の病原体に対する免疫の向上には、もしもワクチンが開発されていれば、そのワクチンの予防接種が有効である。感染・発症・伝染・重症化を防ぐことができる。だがワクチンが開発されていない感染症が多い。
- 伝染病において、病原体を体内に侵入させないためには感染経路の遮断が有効であり、感染管理や消毒・滅菌を要する。
- 集団発生を早期発見・予防するために、医療機関・地域・国家・世界の様々なレベルで、感染症サーベイランスが行われる。

- 正しい手順で行う手洗い
- マスク。飛沫感染やマイクロ飛沫感染する可能性がある場合は、感染確率を減らすために必要。
- フェイスシールド。目の粘膜にウイルスが付着する確率を減らす。特に感染している可能性がある者と近距離で接し咳などでウイルスを含んだ飛沫が眼を直撃してしまう悲惨な事態を防ぐには必要。
- 防護服

### 消毒と滅菌
消毒
病原微生物を殺すこと、または病原微生物の能力を減退させ病原性をなくすことである。よって、すべての微生物を殺すことではない。一般に消毒に用いられる物質を消毒剤という。
滅菌
病原体と非病原体の有無に関わらず、すべての微生物を死滅させる、あるいは除去すること。手術における滅菌は無菌操作と呼ばれる。

## 法律
感染症に関する法律には以下のようなものがある。

### 日本
- 感染症の予防及び感染症の患者に対する医療に関する法律（通称「感染症法」、1999年4月1日施行）- 伝染病予防法・性病予防法・エイズ予防法（以上3法は1999年4月1日に廃止）・結核予防法（2007年3月31日に廃止）を統合した。
- 検疫法
- 予防接種法
- 学校保健安全法
- 新型インフルエンザ等対策特別措置法

### アメリカ合衆国
- 市民の健康と安全の確保とバイオテロリズムへの対応に関する法律 2002[9]

## 疫学

感染症および寄生虫病による人口百万あたり死亡者数（2012年）
28人から81人
82人から114人
115人から171人
172人から212人
213人から283人
284人から516人
517人から1,193人
1,194人から2,476人
2,477人から3,954人
3,955人から6,812人

感染症および寄生虫病による人口百万あたり障害調整生命年（2004年）
データなし
250年以下
250年から500年
500年から1,000年
1,000年から2,000年
2,000年から3,000年
3,000年から4,000年
4,000年から5,000年
5,000年から6,250年
6,250年から12,500年
12,500年から25,000年
25,000年から50,000年
50,000年以上

2010年には、約1000万人が感染症で死亡している。WHOは感染症による死者をICD分類で集計しており、2002年についてのデータを以下に示す。
| 順位  | 死因         | 2002年の死者 (百万) | 死因に占める割合(%) | 1993年の死者 (百万) | 1993年の順位 |
| ----- | ------------ | ------------------- | ------------------- | ------------------- | ------------ |
| N/A   | 感染症すべて | 14.7                | 25.9%               | 16.4                | 32.2%        |
| 1     | 下気道感染症 | 3.9                 | 6.9%                | 4.1                 | 1            |
| 2     | HIV/AIDS     | 2.8                 | 4.9%                | 0.7                 | 7            |
| 3     | 感染性下痢   | 1.8                 | 3.2%                | 3.0                 | 2            |
| 4     | 結核 (TB)    | 1.6                 | 2.7%                | 2.7                 | 3            |
| 5     | マラリア     | 1.3                 | 2.2%                | 2.0                 | 4            |
| 6     | 麻疹         | 0.6                 | 1.1%                | 1.1                 | 5            |
| 7     | 百日咳       | 0.29                | 0.5%                | 0.36                | 7            |
| 8     | 破傷風       | 0.21                | 0.4%                | 0.15                | 12           |
| 9     | 髄膜炎       | 0.17                | 0.3%                | 0.25                | 8            |
| 10    | 梅毒         | 0.16                | 0.3%                | 0.19                | 11           |
| 11    | B型肝炎      | 0.10                | 0.2%                | 0.93                | 6            |
| 12-17 | 熱帯病 (6)   | 0.13                | 0.2%                | 0.53                | 9, 10, 16–18 |

三大死因はHIV/AIDS、結核、マラリアである。感染症による死亡はほぼすべて減少しているが、しかしHIVによる死者は4倍に増加している。

### 歴史的パンデミック

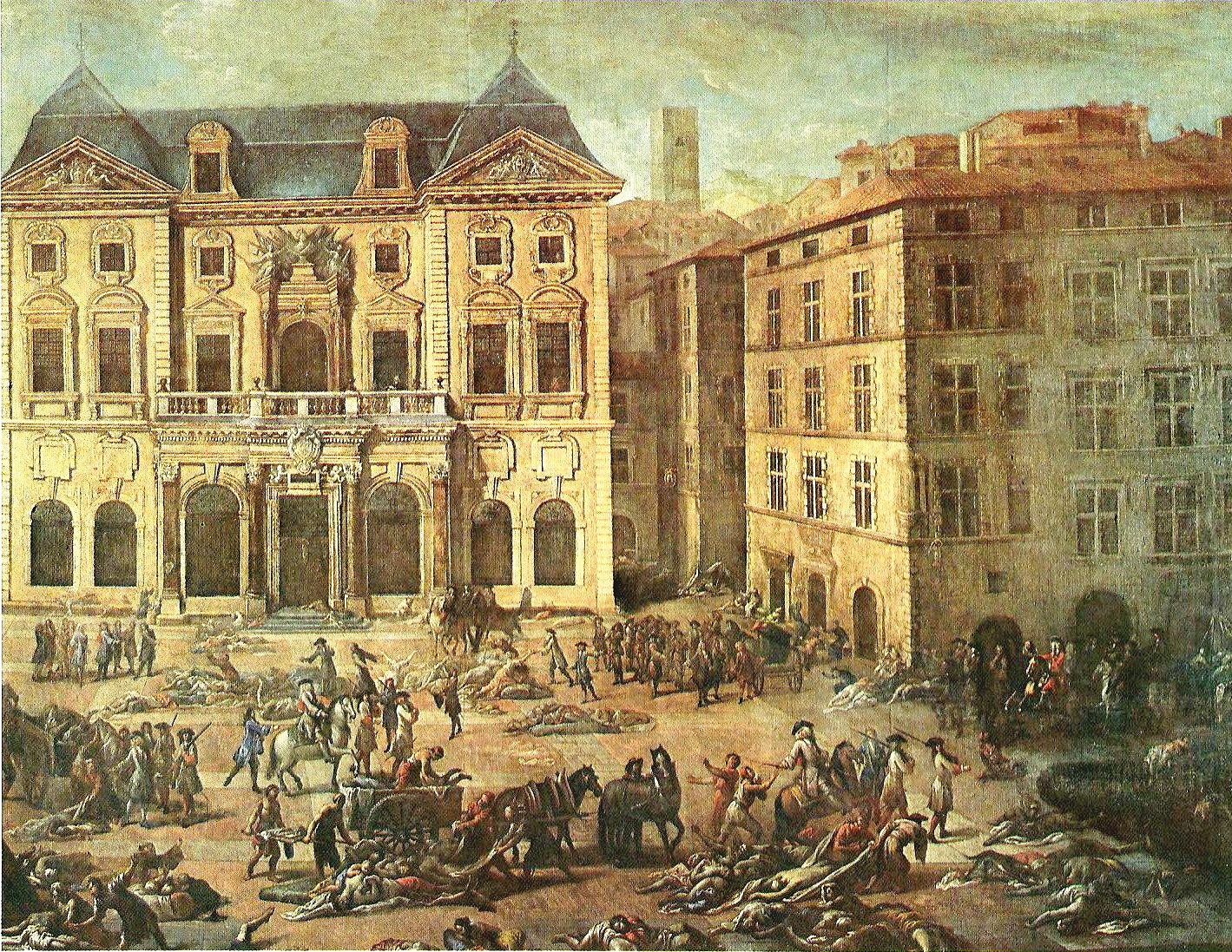
1720年のペストでは、マルセイユ周辺で10万人が死亡した

### 非感染性疾患との関連
一部の感染症は非感染性疾患の発症に強い関連を持つことが、近年明らかになりつつある。
- ヒトパピローマウイルスによる子宮頚癌・外陰部癌
- B型肝炎・C型肝炎による肝細胞癌
- ヘリコバクター・ピロリ菌による胃癌
- エプスタイン・バール・ウイルスによるバーキットリンパ腫
- クラミジアによる動脈硬化
- 腸内細菌叢異常による炎症性腸疾患 (IBD)

### 血液型別の感染率
RTIインターナショナルの研究者が現在までの発見をまとめており、細菌やウイルス、感染症の感染性がABO式血液型に関係するのは、使用される血液型抗原によって抗原の感受性が異なるためである。O型はペスト、ノロウイルス、耳下腺炎、結核に弱く、A型は天然痘や緑膿菌、サルモネラに弱く、B型は淋病、結核、大腸菌、サルモネラに弱く、AB型は天然痘、大腸菌、サルモネラに弱い。国立生物工学情報センター発行の遺伝医学の書籍では、O型はマラリアから防御され、コレラではO型が弱くAB型が強い可能性がある。

## ヒト以外の感染症
- 獣医感染症学
- 植物病理学